# Dale Coyne Racing
Dale Coyne Racing es un equipo estadounidense de carreras que compite actualmente en la IndyCar Series, siendo de propiedad del expiloto de IndyCar, Dale Coyne. Fue fundado en 1986 con el exdueño de los Chicago Bears Walter Payton, al que se le debe su asociación al equipo en sus primeros años cuando se le conoció como Payton/Coyne Racing. En 1990, Coyne se retiró de las pistas para abordar de manera definitiva su rol como copropietario y se dio a conocer como cazatalentos en búsqueda de la tutela de varios pilotos desde sus comienzos. Dale Coyne es conocido en la comunidad automovilística por su habilidad para reclutar y entrenar pilotos jóvenes. El equipo que más tarde rebautizado como Dale Coyne Racing, el equipo por fin ganó su primera carrera después de 25 años de intentos en el circuito de Watkins Glen International en julio de 2009 con el británico Justin Wilson.

## CART/Champ Car World Series
Con la experiencia técnica de Coyne, el equipo se fue construyendo pococ a poco, e incluso llegó a crear su propio chasis en su año debut (1986), y que fue conocido como el DC-1. En 1988 se vio el retiro de Coyne como piloto para concentrarse en la gestión del equipo a tiempo completo junto con el copropietario Walter Payton, así como la tutoría y manejo de pilotos novatos, y los más jóvenes. Durante la mayor parte de la existencia del equipo, ha utilizado pilotos pago, que cofinancian cada carrera con Coyne, ya sea con fondos propios o del patrocinio de auto-obtenido. Coyne ha ganado una reputación para desarrollar rápidamente las habilidades de estos pilotos en un punto en el que les ayuda desarrollar sus propias carreras.
El mexicano Michel Jourdain Jr. se hizo cargo de las tareas como piloto para el equipo y ganaría el premio honrífico del Mejor piloto STP, el mayor honor para un piloto y su mánager, en 1997.
Walter Payton fallecería en noviembre de 1999, e inmediatamente después el equipo fue conocido como Dale Coyne Racing. En 2000 tuvieron cuatro pilotos diferentes. Entre ellos el veterano brasileño Tarso Marques compitió en 17 carreras, y fue acompañado por el japonés Takuya Kurosawa (quien realizó 8 carreras como titular). El estadounidense Alex Barron compitió en 6 carreras y el brasileño Gualter Salles también compitió en otras 6 carreras más. Tanto Marques como Barron registran el récord personal de finalizaciones de carreras cuando la temporada finalizaba. Barron, tuvo un 2° lugar en Australia y Fontana , y se destacó su final de temporada. Corrió en segundo lugar, acercándose al líder, y, finalmente, logró obtener vueltas rápidas mejores que la de los ganadores, como Adrián Fernández y Christian Fittipaldi.
La temporada 2004 de la Champ Car el equipo tuvo como piloto titular a Oriol Servia. Oriol logró un tercer lugar, un cuarto, y dos sextos, de modo que terminó 10º en el campeonato. Mientras tanto, Tarso Marques disputó tres fechas, Gastón Mazzacane en nueve, y Jarek Janis en una, en el segundo coche. Mazzacane logró solamente un sexto puesto. Al año siguiente, Ricardo Sperafico logró un octavo puesto, dos novenos y un décimo, terminando 17º en el campeonato y último entre los pilotos regulares. Mientras tanto, en el otro auto, Servia corrió las primeras dos fechas de la temporada, antes de irse al equipo Newman/Haas Racing para reemplazar al lesionado Bruno Junqueira. Servià fue sustituido por varios conductores de Dale Coyne durante la temporada, Michael Valiante en Portland, Tarso Marques en Cleveland, Ryan Dalziel en Toronto y Ronnie Bremer para el resto de la temporada. 
Para la temporada, el equipo fichó a Jan Heylen como piloto regular. Logró un quinto y un séptimo lugar, de modo que acabó 14º en el campeonato. Por otro lado, Cristiano da Matta participó en cuatro carreras, Mario Domínguez en siete, Juan Ignacio Cáceres en una, y Andreas Wirth en dos. Domínguez obtuvo un quinto puesto y un octavo, mientras que Wirth consiguió un noveno, y da Matta logró un quinto, y dos novenos.
En 2007, contó con dos pilotos titulares: Bruno Junqueira y Katherine Legge. Junqueira obtuvo tres podios en Bélgica, Países Bajos y Australia, un quinto puesto y un sexto, finalizando séptimo en la tabla general. Mientras que Legge obtuvo un sexto puesto y un décimo, terminando 15ª en el campeonato.

## IndyCar Series
En 2008, fue cuando los equipos de la desaparecida Championship Auto Racing Teams se habían cambiado a la IndyCar Series, y Dale Coyne Racing, no fue la excepción. Siendo su primer en la IndyCar Series, los pilotos Bruno Junqueira y Mario Moraes acabaron entre los 10 primeros y los dos pilotos lideraron varias vueltas en las 500 millas de Indianápolis.

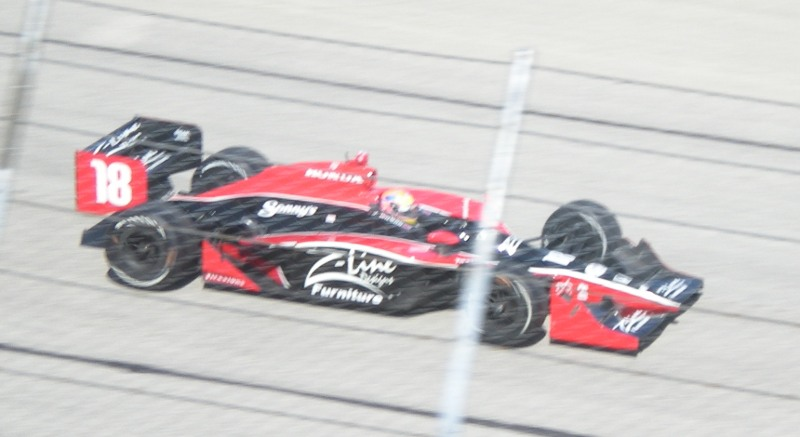
Justin Wilson compitiendo en 2009.

La primera carrera de la temporada 2009, el Honda Gran Premio de San Petersburgo de 2009, el piloto británico Justin Wilson terminó en 3° lugar, siendo su primer podio en la IRL para Dale Coyne Racing. El 5 de julio de 2009 Wilson ganaría para Dale Coyne Racing su primera victoria al ganar en Watkins Glen. El piloto británico dominó la carrera, liderando 49 de las 60 vueltas. Fue la carrera 558 de Dale Coyne desde que se inició como piloto propietario.
El 11 de enero de 2010 el equipo anunció que Boy Scouts of America sería el patrocinador principal del auto #19. También declaró que Z Line volvería probablemente a patrocinar el auto #18 y que los conductores se anunciaríananunciarian en una fecha posterior. Sin embargo, el 4 de febrero, se anunció que Z Line seguiría con Justin Wilson cuando este se marchó a Dreyer & Reinbold Racing. El 4 de marzo, DCR anunció a la venezolana Milka Duno llevaría el número 18 con el aptrocinio de Citgo en su coche por toda la temporada. La temporada de Duno le trajo un mejor final para el coche #19, aunque ella no clasificó para la Indy 500 y terminaría 23º en los puntos, mientras que el Británico Alex Lloyd en el auto #19 se ganó el título de novato del año, terminando 16º en los puntos, con un mejor final siendo cuarto en las 500 Millas de Indianápolis de 2010. Duno se acercaría para competir en ARCA Series después de la temporada. El novato británico James Jakes piloteó el coche #18 en 2011 y el cuatro veces campeón de la Championship Auto Racing Teams, el francés Sebastien Bourdais se unió para conducir el #19 respectivamente, para las carreras que solamente serían los circuitos debido a que también disputaba la Le Mans Series ya que se preparaba para correr las 24 Horas de Le Mans. Alex Lloyd se volvió a correr con el equipo para conducir en los ovalos. Lloyd clasificó para las 500 Millas de Indianápolis de 2011 y terminó 19° lugar, pero Jakes no pudo terminar la competencia.

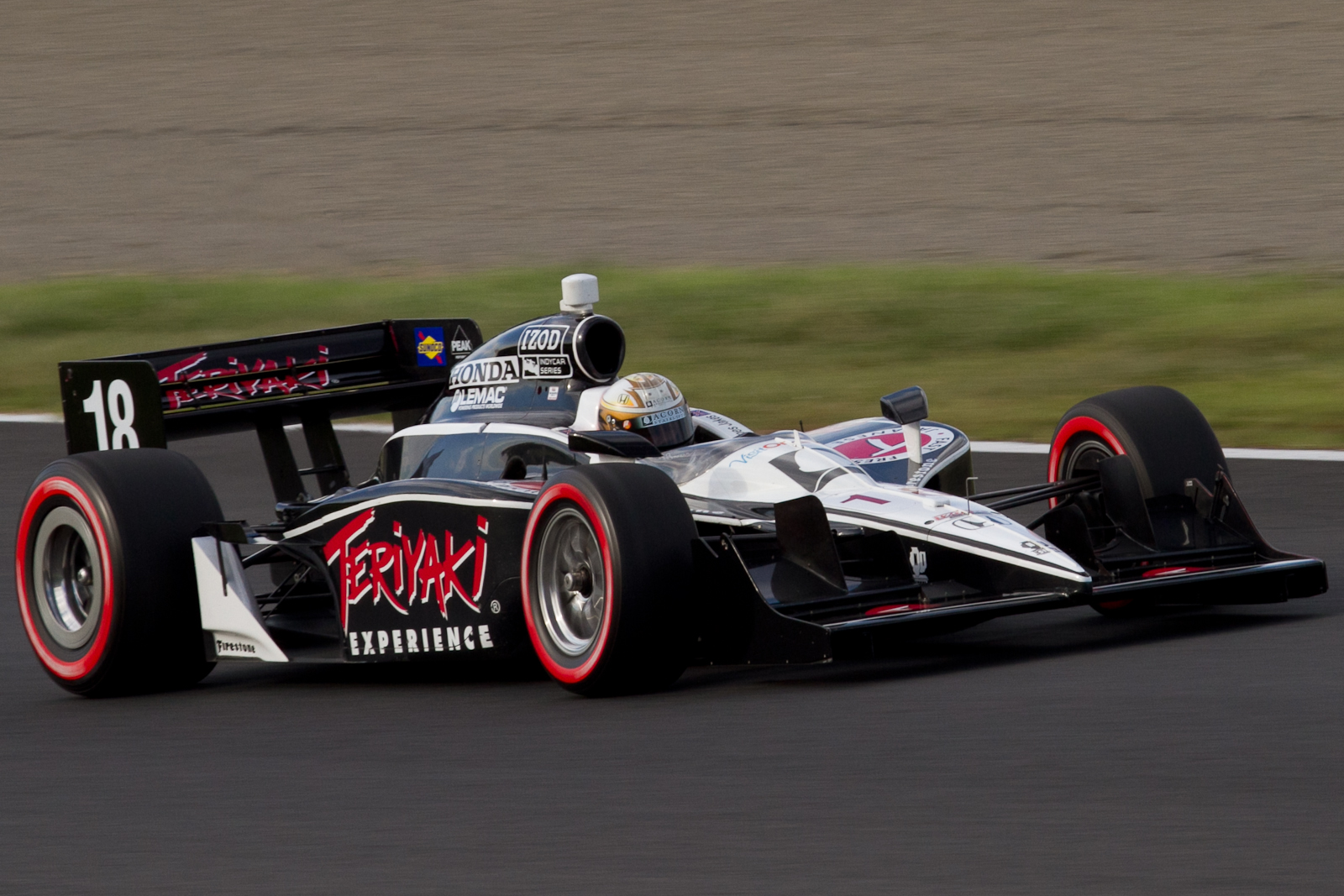
El británico James Jakes calificando para las 300 Millas Indy de Japón de 2011.

El 25 de enero de 2012, se asoció con el uso de motores Honda y su programa de desarrollo para lograr un esfuerzo de la inclusión de dos autos para Dale Coyne Racing para la Temporada 2012 de la IndyCar Series, con su nuevo motor tuboaliemtado V6 IndyCar de 2.2 litros. Justin Wilson también volvió al equipo para la temporada 2012. Además de la firma de su alianza con los motores Honda y Wilson, el equipo también volvería a firmar con el reconocido ingeniero Bill Pappas, poner de nuevo al equipo entre los mejores, una combinación lograron desde que lograron la primera victoria de Dale Coyne Racing en IndyCar, cuando ganaron en Watkins Glen en 2009.
El equipo consiguió su segunda victoria y por primera vez en un óvalo con Justin Wilson en el Texas Motor Speedway en 2012. Además logró un séptimo lugar en las 500 Millas de Indianápolis, un noveno y tres décimos, de forma que Wilson finalizará 15º en la tabla general. Mientras tanto, Jakes obtuvo un décimo puesto y un octavo como mejores resultados, finalizando 22º en el campeonato.
Al año siguiente, Wilson cosechó cuatro podios, dos cuartos puestos, un quinto y un séptimo, de modo que el británico termine sexto en el campeonato. Mientras tanto, varios pilotos compartieron el segundo auto del equipo, Ana Beatriz en siete fechas, Mike Conway en seis, Pipa Mann en tres, James Davison en dos y Stefan Wilson en una. Conway fue el piloto más destacado, logrando una victoria en la primera manga de Detroit y un tercer puesto en la segunda, y además logró un par de séptimos lugares y un noveno.

## Construcción del Chicagoland Speedway
En 1998, Dale Coyne había diseñado y construido en el sector Route 66 un óvalo, cerca de Joliet, Illinois. En esta instalación para carreras de resistencia del estado llamó la atención del director general Indianapolis Motor Speedway, Tony George. George Coyne y junto con la International Speedway Corporation, ampliaron las instalaciones mediante la formación de una sociedad y la construcción de Chicagoland Speedway. Coyne se desempeñó como presidente de las instalaciones durante su construcción y durante la apertura de la temporada, y junto con George, sirvieron para el comité de gestión, hasta su eventual adquisición por ISC en 2007.

## Pilotos notables
- Eric Bachelart (1992–1993, 1995)
- Alex Barron (2000)
- Ana Beatriz (2013)
- Townsend Bell (2001)
- Ross Bentley (1991–1995)
- Geoff Boss (2003)
- Sébastien Bourdais (2011)
- Ronnie Bremer (2005)
- Robbie Buhl (1993–1994)
- Mike Conway (2013)
- Dale Coyne (1984–1989, 1991) - Piloto/Propietario
- Guido Daccò (1989)
- Cristiano da Matta (2006)
- Christian Danner (1997)
- James Davison (2013)
- Mario Domínguez (2006)
- Milka Duno (2010)
- Luiz Garcia Jr. (1999, 2001)
- Memo Gidley (1999)
- Romain Grosjean (2021)
- Dean Hall (1990)
- Jan Heylen (2006)
- James Jakes (2011)
- Jaroslav Janiš (2004)
- Michel Jourdain Jr. (1997–1999)
- Bruno Junqueira (2007–2008)
- Takuya Kurosawa (2000)
- Buddy Lazier (1991, 1995)
- Katherine Legge (2007)
- Randy Lewis (1991)
- Alex Lloyd (2010–2011)
- Pippa Mann (2013-2018)
- Tarso Marques (2000, 2004–2005)
- Hiro Matsushita (1996)
- Gastón Mazzacane (2004)
- Mario Moraes (2008)
- Roberto Moreno (1996–1997)
- Gualter Salles (1998–2000, 2003)
- Takuma Satō (2022-)
- Oriol Servià (2004–2005)
- Ricardo Sperafico (2005)
- Paul Tracy (1991)
- Johnny Unser (1993–1994)
- Dennis Vitolo (1991–1993, 1997–1999)
- Justin Wilson (2009, 2012–2015)
- Alex Yoong (2003)
- Alessandro Zampedri (1994–1995)
- Carlos Huertas (2014-2015)